# مؤسسة سابلايكو
مؤسسة سابلايكو هي شركة مملوكة لحكومة ولاية كيرالا ومقرها في كوتشي بالهند. وهي تعمل بذراع تنفيذ إدارة الأغذية والتجهيزات المدنية التابعة لحكومة ولاية كيرالا. تأسست في عام 1974  وتخدم الشركة غرض التدخل الحكومي في سوق التجزئة للسيطرة على أسعار السلع الأساسية.
تدير الشركة سلسلة من محلات السوبر ماركت للبيع بالتجزئة تحت اسم العلامة التجارية «منظمة سابلايكو» وسلسلة من منافذ البيع بالتجزئة للمتاجر العامة تحت اسم متاجر «مافيلي».
مؤسسة ولاية كيرالا للتجهيزات المدنية - المعروفة باسم «ستاندكو» - هي بوابة 30 مليون شخص في ولاية كيرالا لضمان الأمن الغذائي الذي تمس الحاجة إليه بأسلوب أساسي من خلال توفير أساسيات الحياة والتواصل مع الفقراء في المناطق الريفية والحضرية. تأسست الشركة في عام 1974 كشركة حكومية مملوكة بالكامل برأس مال مصرح به يبلغ 150 مليون دولار؛ لتحقيق الهدف المحدود المتمثل في تنظيم سعر السوق للسلع الأساسية بأسعار معقولة. كان نمو منظمة سابلايكو على مدى ما يقرب من ثلاثة عقود كبيراً، وهو أكثر توسعية من منظمات مماثلة في البلاد. يقع مقرها الرئيسي في كوتشي، وتعمل من خلال خمسة مكاتب إقليمية، 14 مستودعاً للمقاطعات، 56 مستودع من طراز تالوك وحوالي 1500 متجر للبيع بالتجزئة، كما أن لديها ولديها قوة عمل تزيد عن 4500.

## تدخُل السوق
كان الغرض المعلن من منظمة سابلايكو هو تنظيم ارتفاع أسعار السلع الأساسية في السوق المفتوحة. في إطار البرنامج الحكومي لتدخل السوق، يتم شراء البقول والتوابل وبيعها للمستهلكين بأسعار مدعومة تحددها الحكومة. حكومة ولاية كيرالا تساعد هذه العملية عن طريق تقديم المنح كل عام. وقد تم إنجاز هذه المهمة من خلال شبكة متاجر مافيلي، والتي سميت لإحياء ذكرى ملحمة ماهابالى - ملك ولاية كيرالا الأسطورية. الآن أصبحت متاجر مافيلي اسمًا بارزًا بين المستهلكين في الولاية. تعمل شركة منظمة سابلايكو من خلال متاجر مافيلي ومتاجر مافيلي المتحركة التي تغطي جميع البانشايات تقريباً. منتجات الجودة والأسعار المدعومة هي مزايا مزدوجة، والتي تمتد بها منظمة سابلايكو إلى المستهلك. كما قامت شركة منظمة سابلايكو بتوزيع البقول والتوابل والمنتجات الأخرى ذات العلامات التجارية لشركة اللوازم المدنية بأسعار مدعومة من خلال شبكة تضم 2000 محل للحصص التموينية.
توسعت منظمة سابلايكو إلى محلات السوبر ماركت، منافذ بيع البنزين، منافذ غاز البترول المسال والصيدليات.
كما تقوم شركة منظمة سابلايكو بتسويق السلع الاستهلاكية سريعة الحركة ذات العلامات التجارية الخاصة بها، بما في ذلك الشاي، القهوة، منتجات القمح المطحون، مساحيق الكاري، الملح المدعم باليود، مياه الشرب المعبأة، منتجات الأرز، زيت جوز الهند والتوابل تحت الاسم التجاري ساباري.

## أسواق المهرجان
خلال مواسم المهرجانات مثل أونام، كريسماس ورامزان - عندما يكون سعر السلع الأساسية والخضروات متقلبة للغاية - تنظم منظمة سابلايكو أسواق المهرجان في المدن الهامة والمراكز الأخرى.

## برنامج وجبة منتصف النهار
في إطار برنامج وجبة منتصف اليوم للحكومة، توزع منظمة سابلايكو المواد الغذائية على 2.34 مليون طفل، وهي واحدة من العمليات الرئيسية لشركة منظمة سابلايكو.

## عمليات أخرى
منظمة سابلايكو هي الموزع الوحيد للضريبة المفروضة على السكر إلى وكلاء الحصص المعتمدين في الولاية. تدير الشركة 95 منفذًا طبيًا في الولاية، والتي تقدم خصمًا متوسطًا بنسبة 15٪ على جميع الأدوية مع خصم إضافي بنسبة 25٪ لأسر تحت خط الفقر.
تقوم شركة منظمة سابلايكو بشراء الأرز مباشرة من المزارعين بسعر الحد الأدنى للدعم الذي أعلنته حكومة ولاية كيرالا. يتم تسليم الأرز الذي تم شرائه إلى مصانع الأرز المتعاقد عليها من منظمة سابلايكو للطحن. ثم يتم توزيع الأرز الناتج عن طريق نظام التوزيع العام في الولاية.